# 1-Docosanol
1-Docosanol ist eine chemische Verbindung aus der Gruppe der Fettalkohole.

## Vorkommen
1-Docosanol wurde aus Clematis brevicaudata isoliert.

## Gewinnung und Darstellung
1-Docosanol kann durch Reduktion von Behensäure mit Lithiumaluminiumhydrid gewonnen werden.

## Eigenschaften
1-Docosanol ist ein weißer Feststoff, der unlöslich in Wasser ist.

## Verwendung
1-Docosanol kann zur Synthese einer Reihe von amphiphilen Dendrimeren verwendet werden. Es wird auch als Wirkstoff aus der Gruppe der Virostatika zur äußerlichen Behandlung von Fieberbläschen (Herpes) eingesetzt.